# یام گوچز
یام گوچز (انگلیسی: Yim Guechse؛ زادهٔ ۲۰ نوامبر ۱۹۴۶) مؤلف (پدیدآور)، نویسنده و شاعر اهل کامبوج است.
او در سال ۱۹۷۰ رمان «رامایانا در درام ها» را منتشر کرد.
گوچز بین سالهای ۱۹۸۶ تا ۲۰۰۳ سردبیر مجله Kambodschanische Kultur بود.